# Blow the Man Down
Blow the Man Down (bra: Afunde o Navio) é um filme de humor negro e mistério estadunidense de 2019, escrito e dirigido por Bridget Savage Cole e Danielle Krudy. É protagonizado por Morgan Saylor, Sophie Lowe, Annette O'Toole, Marceline Hugot, Gayle Rankin, Will Brittain, Skipp Sudduth, Ebon Moss-Bachrach, June Squibb e Margo Martindale.
Teve sua estreia mundial no Festival de Cinema de Tribeca em 26 de abril de 2019. Foi lançado em 20 de março de 2020, pela Amazon Studios.

## Sinopse
Priscilla e Mary Beth Connolly são irmãs que moram na pequena cidade pesqueira de Easter Cove, Maine, cuja mãe morreu recentemente. No velório, Doreen Burke, Susie Gallagher e Gaile Maguire, contemporâneas de sua mãe, oferecem condolências. Mary Beth fica sabendo que o negócio da peixaria da família está com problemas e que sua mãe fez um empréstimo contra a casa, o que pode comprometer a permanência de sua propriedade. Depois de discutir com Priscilla, ela sai furiosa e vai para um bar. Mary Beth começa a beber com um homem chamado Gorski. Mais tarde, ela o está levando para casa, mas bate o carro quando ele acaricia sua perna. Quando eles saem para inspecionar os danos, o porta-malas se abre acidentalmente e Mary Beth vê sangue dentro. Gorski tenta forçá-la e ela foge. Quando ele a segue, ela o esfaqueia com um arpão e, em seguida, golpeia sua cabeça com um tijolo.
Mary Beth volta para casa coberta de sangue para uma Priscilla chocada, que chama a polícia, mas muda de ideia e desliga. Priscilla ajuda Mary Beth a se livrar do corpo de Gorski, usando uma faca para cortar seus braços para fazer o corpo caber em uma caixa térmica que elas jogam no oceano. No dia seguinte, Priscilla não consegue encontrar a faca que elas usaram, que tem ‘Connolly Fish’ escrito nela. Mary Beth vai até a cabana de Gorski para encontrar a faca, mas em vez disso, encontra uma sacola contendo $50.000. Mais tarde, Enid, dona de um bordel, vê a faca das Connolly na cabana de Gorski.
O policial local Brennan pede o barco das Connolly emprestado, indicando que um corpo apareceu na costa. Priscilla está com medo de que seja Gorski, mas acontece que é uma mulher chamada Dee, que trabalhava para Enid. Brennan e seu parceiro mais velho, Colletti, entrevistam Enid, que tenta afastá-los do bordel. Brennan acha que ela suspeita, mas é avisado por Colletti, que conhece Enid há anos. Priscilla e Mary Beth conversam com Doreen, que revela que anos atrás ela, Susie, Gail e sua mãe tomaram uma decisão: para satisfazer os desejos dos pescadores e proteger suas próprias filhas, elas permitiram que Enid abrisse o bordel Oceanview.
Brennan e Coletti encontram o carro de Gorski, que tem uma arma dentro, sangue e um cheiro terrível no porta-malas. Os oficiais têm certeza de que Gorski deve ser o assassino. Enquanto isso, Alexis, uma das garotas trabalhadoras de Enid, sabendo que Enid devia dinheiro a Dee, acredita que Enid a matou. Enid chantageia as irmãs Connolly para trazer de volta o dinheiro que tiraram da cabana de Gorski em troca da faca que ela encontrou lá. As irmãs decidem confessar tudo à polícia no dia seguinte. Naquela noite, o policial Brennan, que se sente atraída por Priscilla, vem jantar e pergunta sobre a ligação feita para a polícia na noite do assassinato. Elas mudam de ideia sobre a confissão. Gail, Susie e Doreen vão enfrentar Enid. Dizendo que ela ultrapassou o limite, elas informam que não vão mais permitir que ela opere o bordel e que ela deve deixar a cidade. Brennan bebe com um amigo e descobre que Mary Beth foi vista com Gorski na noite em que ele desapareceu.
As irmãs Connolly procuram Enid e devolvem o dinheiro. Ela diz a elas o quanto sente falta de sua mãe e como sua mãe deixou o negócio de bordel para proteger as duas. Ela oferece a elas parte do dinheiro e diz que elas podem trabalhar para ela quando acabar. Quando elas recusam o dinheiro, Enid fica zangada, xingando-as antes de desmaiar de bêbada. As mulheres pegam a faca e vão embora. Alexis, depois de ouvir a conversa, entra no quarto de Enid e a sufoca até a morte com um travesseiro. Ela pega o dinheiro e sai da cidade com uma das outras garotas do bordel. Doreen percebe algo na água.
Gail vem ver Coletti sobre Oceanview. Na manhã seguinte, ele informa a Brennan que eles vão fechar o Oceanview. Eles veem Priscilla e Mary Beth descendo a rua, mas Brennan diz que não está mais interessado em Priscilla. As irmãs passam por Gail e Doreen, que estão cantando "Blow the Man Down", e então veem Susie lavando o refrigerador que continha o corpo de Gorski. Susie sorri para elas.

## Elenco
- Morgan Saylor como Mary Beth Connolly
- Sophie Lowe como Priscilla Connolly
- Margo Martindale como Enid Nora Devlin
- June Squibb como Susie Gallagher
- Annette O'Toole como Gail Maguire
- Ebon Moss-Bachrach como Gorski
- Gayle Rankin como Alexis
- Skipp Sudduth como Oficial Coletti
- Marceline Hugot como Doreen Burke
- Kendray Rodriguez como a garota de salão de beleza
- Will Brittain como Oficial Justin Brennan
- David Coffin como o pescador
- Thomas Kee como Declan Crawley

## Produção
As filmagens começaram em fevereiro de 2018 em Harpswell, Maine. O nome da cidade no filme é alterado para Easter Cove, Maine.

## Lançamento
Teve sua estreia mundial no Festival de Cinema de Tribeca em 26 de abril de 2019.. Pouco depois, a Amazon Studios adquiriu os direitos de distribuição do filme. Ele também foi exibido no Festival Internacional de Cinema de Toronto em 12 de setembro de 2019. Foi lançado exclusivamente no Amazon Prime Video em 20 de março de 2020.

## Recepção
O filme possui 98% de aprovação no Rotten Tomatoes, com base em 120 críticas, com média de 7,60/10. O consenso crítico do site diz: "Inteligente, engraçado e original, Blow the Man Down é um inferno de um passeio que não deve ser perdido".  No Metacritic, o filme tem uma classificação de 72 em 100, com base em 20 avaliações, indicando "críticas geralmente favoráveis".
×